# Michael S. Cullen

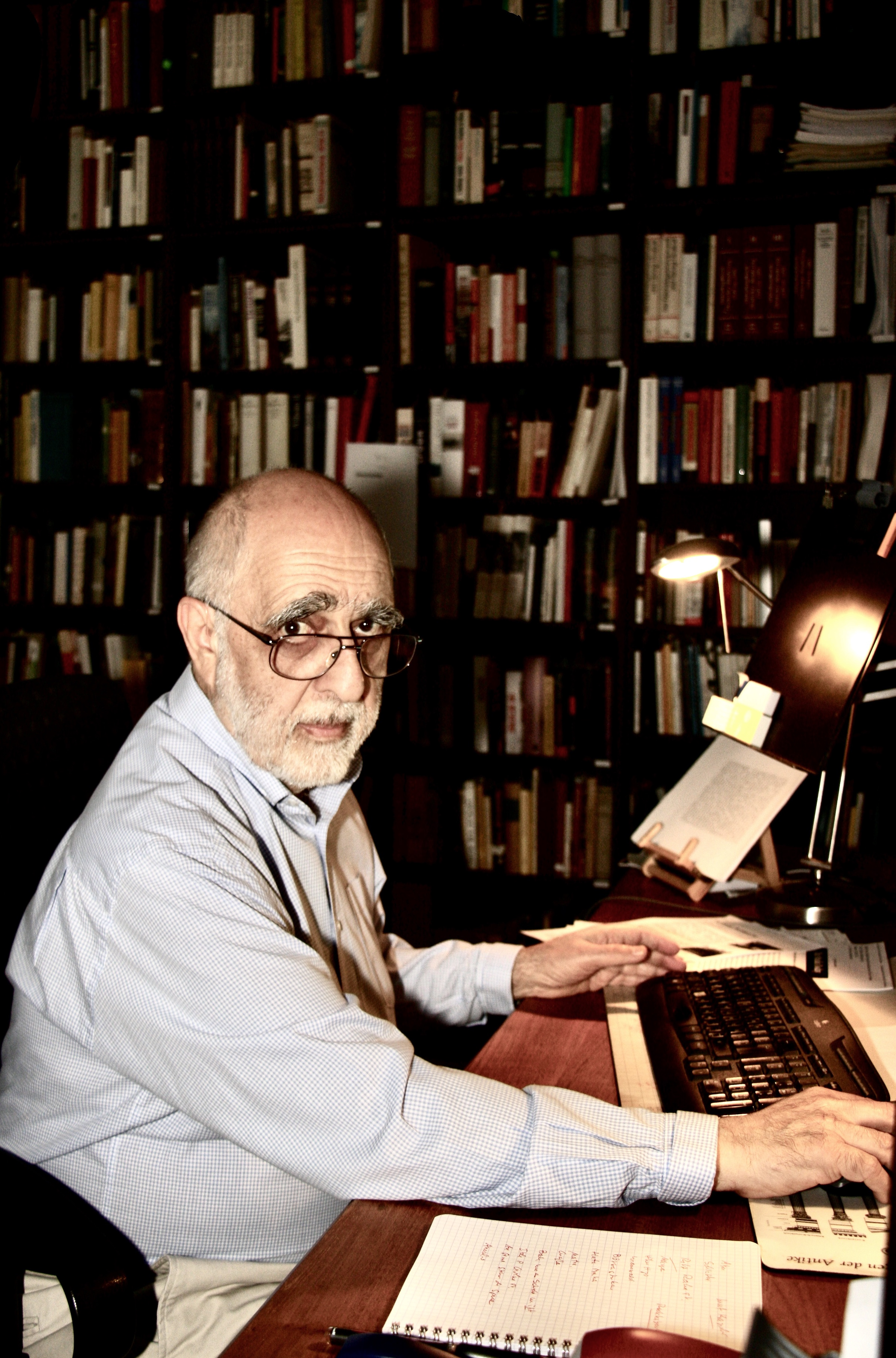
Michael S. Cullen, 2020

Michael S. Cullen (* 9. Juni 1939 in New York City, USA) ist ein US-amerikanischer Historiker, Journalist und Publizist. Der Öffentlichkeit bekannt ist er als Initiator des Verhüllten Reichstags von Christo und Jeanne-Claude.

## Leben
Michael S.Cullen wuchs in Brooklyn auf. Bereits als Student der Philosophie, Geschichte und russischer Philologie am Brooklyn College dolmetschte er im informellen Russisch-Englisch bei der Pugwash Conferences on Science and World Affairs 1961 im eleganten Skiort Stowe (Vermont). Als Bachelor of Arts volontierte er 1962 bei einem US-amerikanischen Radiosender in München, wurde im Anschluss MA-Stipendiat an der Columbia University. Als Austauschlehrer für Englisch kam Cullen 1963 zurück in die Bundesrepublik Deutschland und arbeitete im ersten Jahr in Hannover, wechselte 1964 nach West-Berlin.
Schon während seiner Lehrertätigkeit steigt Cullen in das Kulturleben Berlins ein und eröffnet 1964 die Galerie Mikro im Wedding. Er zeigte Ausstellungen u. a. von Mario Cravo, Gerd Winner, Michael Schoenholtz, veröffentlichte Kataloge und veranstaltete Dichterlesungen mit W. H. Auden, Eric Bentley und Günter Grass. Im Mai 1965 wurde Cullen vom US-Militär einberufen; ohne Dienst außerhalb der USA wurde er nach zwei Jahren entlassen und kehrt direkt nach Berlin zurück.
In die neuen Galerieräume in Charlottenburg lud Cullen Künstler ein, darunter Jim Dine, Kenneth Noland, Eduardo Paolozzi, Allen Jones, Manfred Gräf, Stefan Wewerka, Johannes Grützke, Gernot Bubenik Franz Gertsch und Dieter Roth; 1968 und erstmals in Berlin stellte er Grafiken von David Hockney aus; die Fotoausstellung zu Walker Evans fand 1975, im Sterbejahr des berühmten Photographen, statt. Peter Rühmkorf und Walter Hasenclever lasen aus ihren Werken.
Parallel entwickelte Michael S. Cullen die Kooperation mit dem DAAD, der Akademie der Künste und dem Amerika-Haus. Zudem ist er Mitbegründer sowie erster Vorsitzender der Interessengemeinschaft Berliner Kunsthändler mit dem 1. Berliner Kunstmarkt im Jahr 1968.

## Wirken
Bereits August 1971 war Michael S. Cullen der Ideengeber für das Projekt Verhüllter Reichstag. Dazu schickte er eine Postkarte mit dem seinerzeitigen Abbild des Gebäudes an Christo und Jeanne-Claude nach Colorado, regte im Textfeld knapp an: „Ich schlage vor, daß Sie das umseitige Gebäude verpacken“, und interessierte beide Künstler, das geschichtsträchtige Bauwerk stärker in das öffentliche Bewusstsein zu heben.

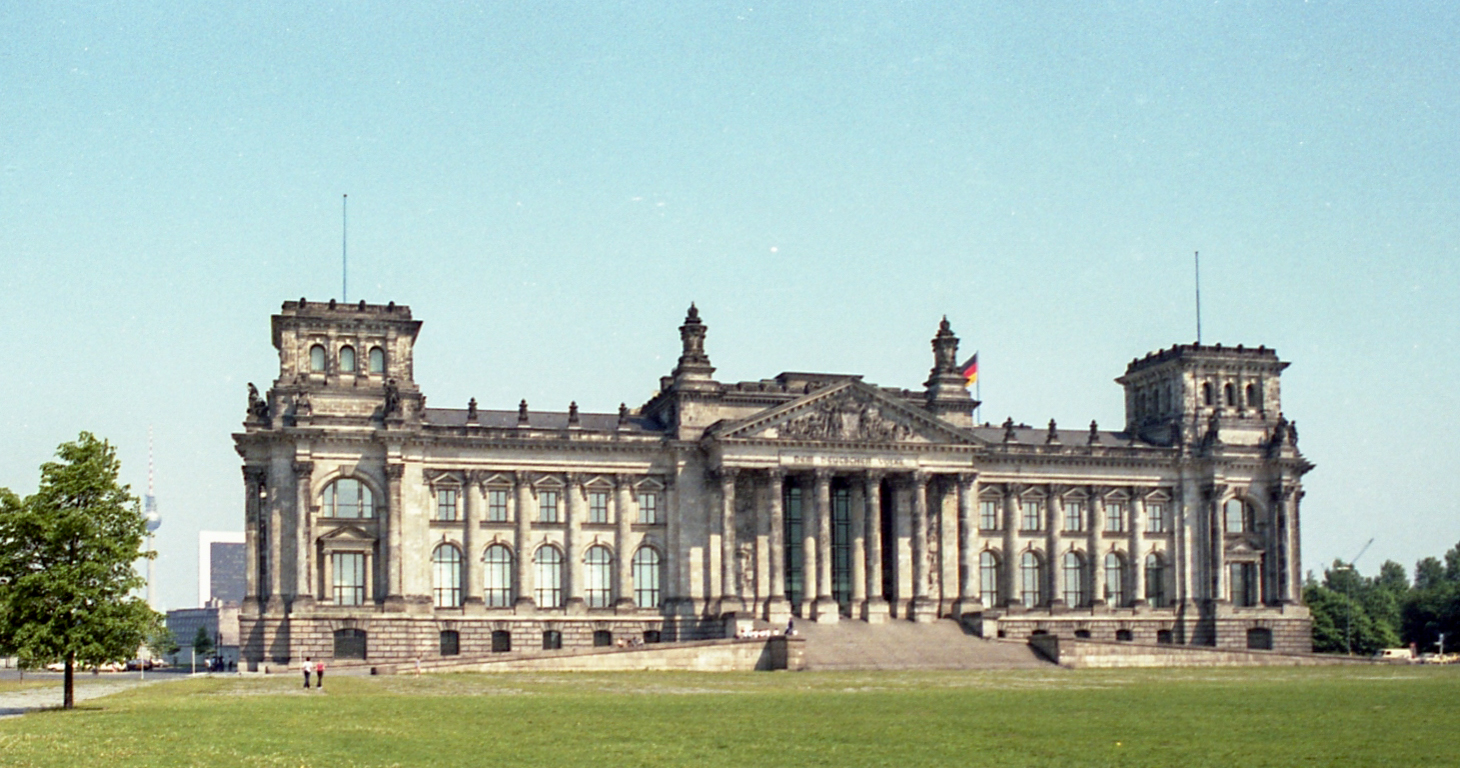
Reichstagsgebäude vor Verhüllung

Jedoch sollte es noch über zwei Jahrzehnte mit zahlreichen Debatten während sechs Bundestagspräsidentschaften dauern, bis das Reichstagsgebäude im Juni 1995 – und wie üblich bei Aktionen des Künstlerpaares auf eigene Kosten – verhüllt werden durfte.
Nach der Schließung der Galerie Mikro Ende 1979 nahm die Arbeit für das Reichstagsprojekt Cullens meiste Zeit in Anspruch. Dennoch gründeten seine Ehefrau und er das Café mit Buchhandlung in der Neuen Nationalgalerie, forschte und publizierte Cullen weiterhin zu Berlin im Schwerpunkt Baugeschichte. Seine besonderen Interessen gelten dem Reichstagsgebäude, dem Brandenburger Tor, dem Haus von Felix Mendelssohn Bartholdy, dem Palais Raczyński und dem Platz der Republik. Zusammen mit Uwe Kieling entstanden mehrere Bücher, Aufsätze und Artikel zum Brandenburger Tor und dem Pariser Platz. 1985 erschien in der Süddeutschen Zeitung Cullens Artikel zur Geschichte der Wiederherstellung der Semperoper: Auferstanden aus Ruinen. Wiedereröffnung der Dresdner Semper-Oper 40 Jahre nach dem Untergang der Stadt.
Im Weiteren arbeitete Michael S. Cullen zur Geschichte des Gebäudes der American Academy in Berlin-Wannsee und ist auch als Hörbuch- und Fernsehautor tätig: 1994 drehte er mit Hans von Brescius eine kritische Dokumentation über das Berlin Document Center und zusammen mit Wilma Pradetto für den SFB über das Brandenburger Tor.
1995 wurde sein großer Band: Der Reichstag – Parlament, Denkmal, Symbol im Bebra-Verlag veröffentlicht und Michael S. Cullen mit dem Verdienstorden des Landes Berlin ausgezeichnet. Im Jahr darauf, anlässlich der fortwährenden Diskussion zu Varianten der Dachkonstruktion des Reichstagsgebäudes als neuen Sitz des Deutschen Bundestags, erschien sein umfänglicher Beitrag: Exorzismus der Geschichte. Der Streit um die Reichstagskuppel war immer schon ideologisch.
Zugleich setzten Norman Foster und Michael S. Cullen sich dafür ein, dass die während der Entkernung entdeckten Graffiti der Rotarmisten aus dem Jahr 1945 erhalten bleiben: „Einige wurden doch entfernt, aber immerhin nicht vernichtet, sondern eingelagert“, erklärt Cullen.
Bereits kurz nach dem Fall der Berliner Mauer nahm er die Stelle eines Beraters für die Wiederherstellung des Brandenburger Tors an, und bis Oktober 2002 engagierte sich der Bauhistoriker bei der Restaurierung. Dazu erschien sein von Otto Sander gesprochenes Hörbuch: Das Brandenburger Tor und die Quadriga. Die Deutsche Welle zitierte Michael S. Cullen: „Heute ist es ein Symbol für Berlin – ein Symbol für das Ende des Kalten Krieges. Berlins früherer Bürgermeister und späterer Bundespräsident Richard von Weizsäcker hat einmal gesagt: „So lange das Brandenburger Tor geschlossen ist, ist die deutsche Frage offen.“ Im Umkehrschluss heißt das: Jetzt, wo das Tor wieder offen ist, ist die deutsche Frage geklärt (…) Für die meisten Ostberliner hat das Brandenburger Tor nicht so eine Bedeutung wie für die Westberliner. Ich denke, das kommt daher, dass sie in dem Tor ein Symbol für die Wiedervereinigung sehen – und die hat es ja mit ihnen nicht immer gutgemeint.“
Cullen war auch im Rahmen des postum verwirklichten Christo und Jeanne-Claude-Projekts der Verhüllung des Arc de Triomphe in Paris 2021 initiativ tätig.
Neben der Forschung zur Baugeschichte und Stadtentwicklung Berlins beschäftigt sich Michael S. Cullen mit historisch europäischen Themen wie der spektakulären Rückführung der Asche Kaiser Napoleon I. von der Südatlantikinsel St. Helena in den eigens dazu umgebauten Invalidendom oder mit den teilweise höchst seltsamen Umständen beim Diebstahl kostbarer Bücher und ihrem sonderbaren Wiederauftauchen.
Zudem ist Cullen ein gefragter Gesprächspartner zu Themen der Gegenwartsgeschichte in den USA, den Veränderungen durch die Präsidentschaft Barack Obamas und den durch seinen Nachfolger initiierten Trumpismus.
Michael S. Cullen lebt in Berlin.

## Wissenswertes
Michael S. Cullen darf nicht verwechselt werden mit dem US-amerikanischen Schauspieler Michael Cullen.

## Ehrungen
- Verdienstorden des Landes Berlin (1995)
- Bundesverdienstkreuz am Bande (1. Oktober 2003)[16]

## Veröffentlichungen (Auswahl)
- Kenneth Noland: Paintings 1969-1970. Ausstellungskatalog Galerie Mikro, Berlin 1972
- Leipziger Straße Drei – Eine Baubiographie. In: Mendelssohn-Studien, Berlin 1982
- Der Reichstag – Parlament, Denkmal, Symbol. Berlin 1983
- Der Reichstag. Die Geschichte eines Monuments. Frölich & Kaufmann, Berlin 1983
- Bauwerke der Gründerzeit. HB Bildatlas Spezial (Nr. 11), Hamburg 1984
- Christo – Der Reichstag (m. Wolfgang Volz). Suhrkamp, Frankfurt 1984
- Das Minenfeld des Geschmacks: Des Künstlers perfide Politikerfalle - Stucks Bild ‘Die Jagd nach dem Glück’ im Reichstag Berlin 1899. In: Franz von Stuck 1863–1928. Museum Villa Stuck (Hrsg.), München 1984
- (mit Markus Cantz): Architekturbiographien für Architekten, Baumeister und Planer von Berlin. Hrsg. Wolfgang Ribbe und Wolfgang Schäche. 750-Jahres-Ausstellung, Berlin 1987
- Parlamentsbauten der Bundesrepublik. In: Wolfgang Zeh, Hans-Peter Schneider (Hrsg. Parlamentsrecht und Parlamentspraxis in der Bundesrepublik Deutschland). de Gruyter, 1989.
- Juden als Sammler und Mäzene. In: Julius H. Schoeps (Hrsg.): Juden als Träger bürgerlicher Kultur in Deutschland. Burg 1989
- Berlin als preußische Hauptstadt und junge Kaiserstadt in der New York Times. In: Gerhard Brunn, Jürgen Reulecke: Berlin, Blicke auf die deutsche Metropole. Essen 1989
- (m. Uwe Kieling): Das Brandenburger Tor. Berlin 1990
- (m. Uwe Kieling): Berlin in Plänen. Bücher und Artikel zum Brandenburger Tor und dem Pariser Platz. Argon Verlag, Berlin
- Der Reichstag. Die Geschichte eines Monumentes. Parkland, Stuttgart 1990, ISBN 978-3-88059-401-2
- Hauptstadt und Regierungssitz. In: Michael Mönninger (Hrsg.) Das Neue Berlin. Frankfurt 1991
- Platz der Republik, vom Exerzierplatz zum Regierungsviertel. Landesarchiv Berlin (Hrsg.), Berlin 1992, ISBN 978-3-87584-451-1
- Dem Deutschen Volke, Das Reichstagsgebäude in Berlin. In: Ingeborg Flagge, Wolfgang Jean Stock (Hrsg.): Architektur und Demokratie, Bauen für die Politik von der amerikanischen Revolution bis zur Gegenwart. Stuttgart 1992
- (m. Uwe Kieling): Der Deutsche Reichstag – Geschichte eines Parlaments. Berlin 1992
- (m. Wolfgang Volz): Christo & Jeanne-Claude, Der Reichstag dem Deutschen Volke. Bergisch Gladbach 1995
- Der Reichstag, Parlament, Denkmal, Symbol. be.bra Verlag, Berlin 1995
- Exorzismus der Geschichte – Der Streit um die Reichstagskuppel war immer schon ideologisch (gedruckt unter dem falsch geschriebenen Nachnamen Culleen). FAZ, Nr. 87, 13. April 1996
- Glaube, Liebe, Hoffnung - Aus der Baugeschichte der Charité. In: Antje Müller-Schubert, Susanne Rehm, Caroline Hake, Sara Harten (Hrsg.): Charité - Fotografischer Rundgang durch ein Krankenhaus. Berlin 1997
- Durchgangszimmer. In: Jörg Platz (Hrsg.) Mein Berlin Zimmer, 25 Bekenntnisse zu dieser Stadt. Frankfurt/Main 1997
- Wo liegt Hitler? Öffentliches Erinnern und kollektives Vergessen als Stolperstein der Kultur. Berlin 1999
- Das Holocaust-Denkmal, Dokumentation einer Debatte. Zürich 1999
- Streit um Symbole, Die Kuppel des Reichstagsgebäudes. In: Heinrich Wefing (Hrsg.): Dem Deutschen Volke – Der Bundestag im Berliner Reichstagsgebäude. Bonn 1999
- (m. Uwe Kieling): Das Brandenburger Tor, ein deutsches Symbol. Berlin 1999
- Megatechnik mit Nanogewissen – die „anständige“ Firma Topf & Söhne in Erfurt. In: Aleida Assmann, Frank Hiddemann, Eckhard Schwarzenberg (Hrsg.) Firma Topf & Söhne - Hersteller der Öfen für Auschwitz. Ein Fabrikgelände als Erinnerungsort? Frankfurt/Main 2002
- (Hrsg. m. Hellmuth Braun, Michael Dorrmann): Dem Deutschen Volke - Die Geschichte der Berliner Bronzegießer Loevy. Berlin / Köln 2003
- Wem gehören Werke, die der Menschheit gehören, und wo gehören sie hin? (PDF; 62 kB). Vortrag für Weimar, 2003
- Le Reichstag – au coeur des tensions de l’histoire allemande. Berlin 2004
- Kurze Geschichte des Reichstagsgebäudes in Berlin. In: Edmund Budrich (Hrsg.): Das deutsche Parlament. 5. edition, Opladen 2009
- Der Reichstag – Symbol deutscher Geschichte. be.bra Verlag, Berlin 2014, ISBN 978-3-89809-114-5

## Hörbücher (Auswahl)
- 2000 Der Reichstag, gesprochen von Susanne Barth, Bernt Hahn, Michael Prelle, Herzfrequenz Hörverlag, ISBN 9783980726115
- 2001 Das Brandenburger Tor und die Quadriga, gesprochen von Otto Sander, Herzfrequenz Hörverlag, ISBN 3980726193